# Mateo Jasik
Mateusz „Mateo“ Jasik (* 1978 in Breslau, Polen), auch Matthäus Jaschik, ist ein deutsch-polnischer Sänger, Rapper und Musikproduzent, der als Mitglied der Gruppe Culcha Candela bekannt wurde. Er ist auch unter seinen Künstlernamen Itchyban und Itchy bekannt.

## Leben
Bis zu seinem siebten Lebensjahr wuchs Jasik im polnischen Breslau auf und zog dann Mitte der 80er Jahre mit seiner Mutter nach West-Berlin. Nach dem Abitur, diversen Praktika und einem zwischenzeitlichen USA-Aufenthalt ging er 2001 an die IBS International Business School in Berlin, die er nach drei Semestern wieder verließ.
2001 etablierte Jasik in der Hauptstadt eine Partyreihe, die er „Culcha Candela“ nannte. Die Kontakte, die er in dieser Zeit generierte, sowie seine Begeisterung für Musik mündeten Mitte des Jahres 2002 in der Gründung einer Reggae-/Dancehall-/Hip-Hop-Band, die er ebenfalls Culcha Candela nannte. Neben Jasik, der zunächst unter dem Künstlernamen Itchyban (oder Itchy) auftrat, gehörten Johnny Strange und Lafrotino zu den Gründungsmitgliedern. 2004 erschien das erste Culcha-Candela-Album Union Verdadera, das auf Platz 52 in die deutschen Albumcharts einstieg. Mittlerweile hat Culcha Candela sechs Studioalben herausgebracht, über 900 Konzerte gespielt und diverse Platin- und Goldauszeichnungen erhalten.
Neben seiner Arbeit als Komponist und Texter für Culcha Candela hat Jasik mit DJ Chino (ebenfalls bei Culcha Candela) das Projekt „Itchino“ gegründet. Außerdem ist er mit seinem Team „WIR“ als Produzent und Songwriter für andere Musiker tätig und schreibt gemeinsam mit Chino Kolumnen für die Zeitschrift IN. Er lieh außerdem 2011 in dem Film Rio dem Vogel Pedro seine Stimme.
Im Jahr 2011 wurde Jasik als Jurymitglied von Sing, wenn du kannst bei RTL II einer größeren Öffentlichkeit bekannt. Außerdem war er Gastcoach bei Popstars auf ProSieben sowie bei Helden von morgen im ORF. In der zehnten Staffel von Deutschland sucht den Superstar bei RTL wirkte er seit dem 5. Januar 2013 als Juror neben Tom und Bill Kaulitz sowie Dieter Bohlen mit. Als dieser ohne Rücksprache mit den anderen Jurymitgliedern die Sängerin Andrea Berg als zusätzliche Jurorin in eine Sendung einlud, kritisierte Mateo Jasik Bohlen sowie RTL sowohl in der laufenden Livesendung – ein einmaliger Vorgang bei „Deutschland sucht den Superstar“ – als auch in diversen Medien.
Im März 2014 wurde bekannt, dass Jasik einen Solovertrag bei der Warner Music Group unterschrieben hat. Seine Debütsingle Isso wurde für das Frühjahr, das Album Unperfekt für Mai 2014 angekündigt. Isso wurde am 9. Mai 2014 in Deutschland und Österreich veröffentlicht. Jasiks zweite Single-Auskopplung Unperfekt dient als Soundtrack zum Film Doktorspiele, im dazugehörigen Musikvideo wirkt der deutsche Schauspieler Max von der Groeben mit.
Im Zuge des Bundestagswahlkampfes 2017 unterstützte er die Partei Die Urbane und spielte zum Beispiel in ihrem Wahlwerbespot mit.
Im Juli 2024 wurde Jasik erstmals Vater.
Zur Bundestagswahl 2025 trat Jasik als Spitzenkandidat auf der Berliner Landesliste der Partei des Fortschritts an, deren Mitglied er auch ist. Die Partei scheiterte mit 0,2 Prozent der Zweitstimmen deutlich am Einzug ins Parlament.

## Diskografie

### Solo
Alben
- 2014: Unperfekt

Singles
- 2011: Helluva Nite (Madcon feat. Maad*Moiselle & Itchy, englische Version mit Ludacris)
- 2014: Isso
- 2014: Unperfekt
- 2018: Partnaz in Crime

### Itchino Sound
- 2010: Bouger Bouger (Tanz mit mir)
- 2010: Sail On (Stanfour feat. Itchino Sound)